# TRAVELOGUE sweet and bitter collection
『TRAVELOGUE sweet and bitter collection』は遊佐未森の17枚目のアルバム。2002年11月7日に東芝EMI から発売された。3枚目となるベスト・アルバムである。

## 概要
前作のカバーアルバム『檸檬』から、わずか4ヶ月後に発表された。2枚目のベスト・アルバム『mimomemo the memorable songs of mimori yusa』に続き、長大なアルバムタイトルとなっている。
「地図をください」「夏草の線路」「つゆくさ」「ロカ」の4曲は「Ruby Grapefruits Version」として、アレンジを変えて新録音された。
アルバム初収録となる「Angel Snow」は、NHKの子供番組『天才てれびくん』の音楽コーナー「ミュージックてれびくん」への提供曲。

## 収録曲
1. タペストリー (remix)（作詞：遊佐未森　作曲：小河星志）
  - アルバム『ECHO』からのシングルカット曲。収録されているのはシングルバージョンではなく、『ECHO』に収録されているリミックスバージョン。
2. レモンの木（作詞：遊佐未森　作曲：遊佐未森＋古賀森男）
  - アルバム『ECHO』からのシングルカット曲。
3. ボーダーライン（作詞：遊佐未森　作曲：石井妥師）
  - アルバム『庭』からのシングルカット曲。収録されているのはシングルバージョンではなく、『庭』に収録されているフェードアウトの少し長いバージョン。
4. ポプラ（作詞：遊佐未森　作曲：遊佐未森）
  - アルバム『庭』からのシングルカット曲。
5. 眠れぬ夜の庭で（作詞：遊佐未森　作曲：遊佐未森）
  - アルバム『庭』収録曲。
6. 空に咲く花（作詞：遊佐未森　作曲：小河星志）
  - アルバム『small is beautiful』からのシングルカット曲。
7. ココア（作詞：遊佐未森　作曲：遊佐未森）
  - アルバム『small is beautiful』からのシングルカット曲。
8. ネクター（作詞：遊佐未森　作曲：遊佐未森）
  - アルバム『small is beautiful』収録曲。
9. I'll Remember（作曲：遊佐未森）
  - アルバム『honoka』からのシングルカット曲。
10. オレンジ（作詞：遊佐未森　作曲：遊佐未森）
  - アルバム『honoka』収録曲。
11. Angel Snow（作詞：遊佐未森　作曲：遊佐未森）
  - アルバム初収録曲。
12. 地図をください (Ruby Grapefruits Version)（作詞：工藤順子　作曲：外間隆史）
  - アルバム『空耳の丘』より、別バージョンでの新録音。
13. 夏草の線路 (Ruby Grapefruits Version)（作詞：工藤順子　作曲：外間隆史）
  - アルバム『HOPE』より、別バージョンでの新録音。
14. つゆくさ (Ruby Grapefruits Version)（作詞：遊佐未森　作曲：遊佐未森）
  - アルバム『モザイク』より、別バージョンでの新録音。
15. ロカ (Ruby Grapefruits Version)（作詞：遊佐未森　作曲：遊佐未森）
  - アルバム『roka』より、別バージョンでの新録音。